# Heideveld
Heideveld è un sobborgo della città sudafricana di Città del Capo nella provincia del Capo Occidentale.
| Controllo di autorità | VIAF (EN) 146882846 · LCCN (EN) no96034638 · J9U (EN, HE) 987007533540805171 |